# کریستینا یوانیدی
کریستینا یوانیدی (انگلیسی: Christina Ioannidi؛ زادهٔ ۴ ژانویهٔ ۱۹۸۲) وزنه‌بردار زن یونانی‌تبار اهل شوروی بود.